# Frank Smissaert
Frank Smissaert (Oostende, 9 juni 1950) is een Belgisch voormalig hockeyer.

## Levensloop
Smissaert was actief bij Royal Orée.
Daarnaast maakte hij deel uit van het Belgisch hockeyteam, waarbij hij zijn debuut maakte in 1973. Met de nationale equipe nam hij onder meer deel aan het wereldkampioenschap van 1973 en de Olympische Zomerspelen van 1976. In totaal verzamelde hij 86 caps.